# Фолькман, Адольф Александрович
Адольф Александрович Фолькман (1858, Семипалатинск, Область Сибирских Киргизов — 22 октября [4 ноября] 1906, Пермь) — управляющий Пермской казенной палаты Министерства финансов в 1904—1906 годах, член «маминского кружка», русский этнограф, автор руководства для школ и самоучек «Русское кольцевое плетение, или плетение одной нитью».

## Биография
Родился в 1858 году в семье врача Александра Генриховича Фолькмана (8 июля 1829, Златоуст — 3.08.1889, Екатеринбург). Александр Генрихович родился в семье мастера-оружейника, окончил Уфимскую гимназию в 1848 году, учился в Казанском университете в 1850—1855 годах, сдал экзамен на уездного врача, оператора и акушера. Работал городовым врачом Семипалатинска в 1855—1857 годах, окружным врачом в 1857—1866 годах, старшим окружным врачом Семипалатинского уезда в 1866—1869 годах. С 27.03.1869 года — исполняющий должность акушера врачебного отделения Казанской губернии, с 14.09.1869 года — акушер врачебного отделения Казанской губернии. В январе 1873 года ушёл с государственной службы и перешёл на работу в земство, был ординатором женского отделения Пермской Александровской больницы в 1873—1874 годах, городовым врачом Екатеринбурга и главным врачом городской больницы в 1874—1889 годах. В июне 1889 года вышел в отставку. Являлся автором ряда статей по медицине, о судебных врачах, о судебно-медицинской экспертизе, об оспопрививании (переведена на казахский язык). Разработал программу по развитию в Екатеринбурге женского профессионального образования. Награждён орденом св. Станислава 2-й степени в 07.07.1872 году, был в чине статского советника с 11.12.1870 года.
Окончил курс екатеринбургской гимназии, затем окончил Физико-математический факультет Московского университета.
В 1883 году командирован заграницу для сбора материала и осмотра существующих заведений профессионального образования, в том числе и женского. Осмотрел заведения и музеи в разных городах Австрии и Германии, собрал исторический материал и приобрел все существовавшие в то время руководства на немецком, французском и итальянском языках. Составил проект постановки профессионального образования, а также составил систематическое руководство женского рукоделия (1-й том в печати появилась под заглавием «Русское кольцевое плетение»).
Служил податным инспектором Екатеринбургского уезда c 1885 года до 01.07.1903 года, затем помощником с 01.07.1903 года и управляющим Пермской казенной палаты Министерство финансов с 7 сентября 1904 года по 22 октября 1906 года.
Входил в «маминский кружок». В издании «Урал: сборник Зауральского Края», посвященный памяти писателя Дмитрия Наркисовича Мамина-Сибиряка, вышедшего в 1913 году в типографии Товарищества «Уральский Край», помещена фотография: «Друзья, члены интимного товарищеского кружка Д. Н. Мамина Н. Ф. Магницкий, И. Н. Климшин, Н. В. Казанцев и А. А. Фолькман перед портретом писателя, 1888 год».
В июне 1899 года помогал Дмитрию Ивановичу Менделееву материалом во время экспедиции на Урал, что отражено в книге «Уральская железная промышленность в 1899 году».
Являлся гласным Екатеринбургской городской думы в 1894—1901 годах, членом УОЛЕ, председателем самых ответственных раскладочных присутствий «особаго горнозаводскаго» и «особаго по золото и платинопромышленности» в 1902—1903 годах.
«22-го октября 1906 года в 7 часов вечера после непродолжительной болезни—воспаления легких (крупозная пневмония), от паралича сердца, Адольф Александрович скончался. Вынос тела из квартиры в лютеранскую церковь состоялся 24-го октября, в 2 1/2 часа дня, где тотчас же последовало отпевание. Погребение покойного проходило при большом стечении народа, по обряду евангелическо-лютеранской церкви в 3 часа дня 24 октября на Старом кладбище. На гроб его возложены были многочисленные венки, в числе которых были: от казенной палаты, от пермского казначейства, от екатеринбургского казначейства, от податной инспекции, от губернатора, от губернского присутствия, от ближайших подчиненных, от Нины, племянницы покойного, от школьных товарищей и друзей».
Семья
Был женат на Клавдии Александровне Фолькман.

## Награды
За свои достижения был неоднократно отмечен:
- 1889 — губернский секретарь;
- 1890 — коллежский секретарь;
- 1893 — титулярный советник;
- 2 апреля 1895 — орден Святой Анны III степени[13];
- 1896 — коллежский асессор;
- 1899 — надворный советник;
- 18 апреля 1899 — орден святого Станислава 2-й степени за «отлично усердную службу и особых трудах»;
- 1904 — коллежский советник;
- 1905 — статский советник.